# Druga Liga 1952
La Druga savezna liga FNRJ 1952, conosciuta semplicemente come Druga liga 1952, fu la 6ª edizione della seconda divisione del campionato jugoslavo di calcio, la terza ed ultima a disputarsi lungo l'anno solare (dalla stagione successiva si ritorna al sistema autunno-primavera, come nel resto dei paesi europei confinanti). Dopo 4 stagioni a girone unico, si torna alle Leghe Repubblicane (in croato Republičke lige), cioè a vari gironi su base "regionale".

## Leghe repubblicane

### Slovenia

#### Gruppo unico
| Pos. | Squadra            | Pt | G  | V  | N | P  | GF | GS | QR    |
| --- | ------------------ | -- | -- | -- | - | -- | -- | -- | ----- |
| 1 | Odred              | 31 | 18 | 16 | 1 | 1  | 81 | 21 | 3,857 |
| 2 | Branik Maribor     | 24 | 18 | 10 | 4 | 4  | 40 | 20 | 2,000 |
| 3 | Rudar Trbovlje     | 19 | 18 | 8  | 3 | 7  | 32 | 29 | 1,103 |
| 4 | Železničar Lubiana | 19 | 18 | 8  | 3 | 7  | 33 | 31 | 1,064 |
| 5 | Nafta              | 19 | 18 | 7  | 5 | 6  | 26 | 28 | 0,928 |
| 6 | Korotan Kranj      | 18 | 18 | 8  | 2 | 8  | 47 | 43 | 1,093 |
| 7 | Železničar Maribor | 14 | 18 | 7  | 3 | 8  | 27 | 40 | 0,675 |
| 8 | Kladivar Celje     | 13 | 18 | 5  | 3 | 10 | 24 | 36 | 0,666 |
| 9 | Mura               | 13 | 18 | 5  | 3 | 10 | 27 | 52 | 0,519 |
| 10 | Sloga Lubiana      | 7  | 18 | 2  | 3 | 13 | 22 | 59 | 0,372 |
| Odred va alle finali per la promozione in Prva Liga Le prime 4 si qualificano per il girone Sloveno-Croato 1952-1953 |                    |    |    |    |   |    |    |    |       |

### Croazia

#### Zagabria Provincia
| Pos. | Squadra            | Pt | G  | V  | N | P  | GF | GS | QR    |
| --- | ------------------ | -- | -- | -- | - | -- | -- | -- | ----- |
| 1 | Tekstilac Varaždin | 25 | 18 | 11 | 3 | 4  | 48 | 24 | 2,000 |
| 2 | Slavija Karlovac   | 23 | 18 | 9  | 5 | 4  | 27 | 23 | 1,173 |
| 3 | Sloboda Varaždin   | 22 | 18 | 10 | 2 | 6  | 41 | 27 | 1,518 |
| 4 | Turbina Karlovac   | 21 | 18 | 9  | 3 | 6  | 28 | 16 | 1,750 |
| 5 | Jedinstvo Čakovec  | 21 | 18 | 10 | 1 | 7  | 40 | 25 | 1,600 |
| 6 | Slaven Koprivnica  | 21 | 18 | 9  | 3 | 6  | 27 | 18 | 1,500 |
| 7 | Bjelovar           | 14 | 18 | 5  | 4 | 9  | 26 | 39 | 0,666 |
| 8 | Segesta            | 13 | 18 | 4  | 5 | 9  | 25 | 37 | 0,675 |
| 9 | Metan Kutina       | 10 | 18 | 3  | 4 | 11 | 17 | 39 | 0,435 |
| 10 | Borac Bjelovar     | 10 | 18 | 3  | 4 | 11 | 18 | 49 | 0,367 |
| Tekstilac V. e Slavija K. vanno alle finali della Repubblica croata Le stesse prime 2 si qualificano per il girone Sloveno-Croato 1952-1953 |                    |    |    |    |   |    |    |    |       |

#### Zagabria Città
| Pos. | Squadra                    | Pt | G  | V  | N | P  | GF | GS | QR    |
| --- | -------------------------- | -- | -- | -- | - | -- | -- | -- | ----- |
| 1 | Metalac Zagabria           | 31 | 18 | 15 | 1 | 2  | 64 | 19 | 3,368 |
| 2 | Poštar Zagreb              | 23 | 18 | 10 | 3 | 5  | 46 | 33 | 1,393 |
| 3 | Dolomit Zagabria           | 20 | 18 | 9  | 4 | 5  | 31 | 28 | 1,107 |
| 4 | Saobraćaj Zagabria         | 18 | 18 | 7  | 4 | 7  | 26 | 24 | 1,083 |
| 5 | Trešnjevka                 | 17 | 18 | 5  | 7 | 6  | 23 | 27 | 0,851 |
| 6 | Mladost Zagabria           | 16 | 18 | 7  | 2 | 9  | 40 | 41 | 0,975 |
| 7 | Jedinstvo Zagabria         | 16 | 18 | 6  | 4 | 8  | 26 | 34 | 0,764 |
| 8 | Mesarski Zagabria          | 12 | 18 | 4  | 4 | 10 | 18 | 43 | 0,418 |
| 9 | Tekstilac Ravnice Zagabria | ?  | 18 | ?  | ? | ?  | ?  | ?  | ?     |
| 10 | Borac Jarun                | 4  | 18 | 1  | 2 | 15 | 18 | 49 | 0,367 |
| Metalac va alle finali della Repubblica croata La stessa squadra si qualifica per il girone Sloveno-Croato 1952-1953 |                            |    |    |    |   |    |    |    |       |

#### Osijek
| Pos. | Squadra                 | Pt | G  | V  | N | P  | GF  | GS | QR    |
| --- | ----------------------- | -- | -- | -- | - | -- | --- | -- | ----- |
| 1 | Proleter Osijek         | 32 | 18 | 15 | 2 | 1  | 103 | 20 | 5,150 |
| 2 | Slaven Borovo           | 24 | 18 | 10 | 4 | 4  | 33  | 26 | 1,269 |
| 3 | Dinamo Vinkovci         | 20 | 18 | 9  | 2 | 7  | 36  | 35 | 1,028 |
| 4 | Šparta Beli Manastir    | 18 | 18 | 8  | 2 | 8  | 32  | 31 | 1,032 |
| 5 | Proleter Slavonski Brod | 18 | 18 | 7  | 4 | 7  | 34  | 48 | 0,708 |
| 6 | Graničar Županja        | 16 | 18 | 7  | 2 | 9  | 37  | 33 | 1,121 |
| 7 | Jedinstvo Požega        | 14 | 18 | 5  | 4 | 9  | 30  | 41 | 0,731 |
| 8 | Sloboda Đakovo          | 14 | 18 | 5  | 4 | 9  | 29  | 47 | 0,617 |
| 9 | Radnik Daruvar          | 14 | 18 | 5  | 4 | 9  | 37  | 61 | 0,606 |
| 10 | Borac Virovitica        | 10 | 18 | 3  | 4 | 11 | 29  | 58 | 0,500 |
| Proleter Osijek va alle finali della Repubblica croata La stessa squadra si qualifica per il girone Sloveno-Croato 1952-1953 |                         |    |    |    |   |    |     |    |       |

#### Spalato
| Pos. | Squadra               | Pt | G  | V  | N | P  | GF | GS | QR    |
| --- | --------------------- | -- | -- | -- | - | -- | -- | -- | ----- |
| 1 | Sebenico              | 30 | 18 | 14 | 2 | 2  | 48 | 16 | 3,000 |
| 2 | Dubrovnik             | 23 | 18 | 9  | 5 | 4  | 42 | 31 | 1,354 |
| 3 | Zmaj Makarska         | 21 | 18 | 9  | 3 | 6  | 43 | 27 | 1,592 |
| 4 | Zara                  | 20 | 18 | 9  | 2 | 7  | 36 | 39 | 0,923 |
| 5 | Arsenal Spalato       | 19 | 18 | 7  | 5 | 6  | 39 | 34 | 1,147 |
| 6 | Val Kaštel Stari      | 19 | 18 | 7  | 5 | 6  | 32 | 28 | 1,142 |
| 7 | Slaven Trogir         | 18 | 18 | 6  | 6 | 6  | 38 | 40 | 0,950 |
| 8 | Jadran Kaštel Sućurac | 11 | 18 | 3  | 5 | 10 | 20 | 36 | 0,555 |
| 9 | Dinara Knin           | 10 | 18 | 2  | 6 | 10 | 23 | 39 | 0,589 |
| 10 | DOŠK Drniš            | 9  | 18 | 3  | 3 | 12 | 20 | 51 | 0,392 |
| Sebenico va alle finali della Repubblica croata La stessa squadra si qualifica per il girone Sloveno-Croato 1952-1953 |                       |    |    |    |   |    |    |    |       |

#### Rijeka
| Pos. | Squadra               | Pt | G  | V  | N | P  | GF | GS | QR    |
| --- | --------------------- | -- | -- | -- | - | -- | -- | -- | ----- |
| 1 | Kvarner               | 31 | 18 | 15 | 1 | 2  | 70 | 11 | 6,363 |
| 2 | Lokomotiva Rijeka     | 26 | 18 | 12 | 2 | 4  | 45 | 25 | 1,800 |
| 3 | Pola                  | 20 | 18 | 9  | 2 | 7  | 34 | 26 | 1,307 |
| 4 | Uljanik               | 18 | 18 | 7  | 4 | 7  | 30 | 27 | 1,111 |
| 5 | Budućnost Trsat-Sušak | 17 | 18 | 6  | 5 | 7  | 24 | 24 | 1,000 |
| 6 | Nehaj Senj            | 16 | 18 | 6  | 4 | 8  | 24 | 40 | 0,600 |
| 7 | Crikvenica            | 15 | 18 | 6  | 3 | 9  | 25 | 31 | 0,806 |
| 8 | Jedinstvo Ogulin      | 15 | 18 | 6  | 3 | 9  | 26 | 41 | 0,634 |
| 9 | Goranin Delnice       | 12 | 18 | 5  | 2 | 11 | 22 | 51 | 0,431 |
| 10 | Rudar Labin           | 10 | 18 | 4  | 2 | 12 | 16 | 42 | 0,380 |
| Kvarner va alle finali della Repubblica croata La stessa squadra si qualifica per il girone Sloveno-Croato 1952-1953 |                       |    |    |    |   |    |    |    |       |

### Bosnia Erzegovina

#### Banja Luka
| Primo Gruppo |                        |    |
| 1º           | Borac Banja Luka       | 16 |
| 2º           | Željezničar Banja Luka | 11 |
| 3º           | Mladost Kotor Varoš    | 5  |
| 4º           | Kazaz Banja Luka       | 4  |
| 5º           | Vrbas Banja Luka       | 1  |

| Secondo Gruppo |                  |    |
| 1º             | Borac Dubica     | 14 |
| 2º             | Mladost Prijedor | 8  |
| 3º             | Sloboda B. Novi  | 6  |
| 4º             | Rudar Ljubija    | 6  |
| 5º             | Podgrmeč         | 4  |

| Terzo Gruppo Sottogruppo A |                         |     |
| 1º                         | Jedinstvo Bihać         | 6   |
| 2º                         | Krajina Cazin           | 4   |
| 3º                         | Bratstvo Bosanska Krupa | 2   |
| Terzo Gruppo Sottogruppo B |                         |     |
| 1º                         | Zdravko Čelar           | 4   |
| 2º                         | Bratstvo Ključ          | 0   |
|                            | Borac Drvar             | rit |
|                            | Željezničar Srnetica    | rit |

| Quarto Gruppo |                     |    |
| 1º            | Kozara              | 12 |
| 2º            | Jedinstvo Prnjavor  | 6  |
| 3º            | Lijevče Nova Topola | 2  |
| 4º            | Momo Vidović Srbac  | 0  |

```
FINALE TERZO GRUPPO

Zdravko Čelar - 
Jedinstvo Bihać
 1-2 1-11
```

```
SEMIFINALI

Jedinstvo Bihać - 
Borac Banja Luka
 1-4 0-3

Kozara Bosanska Gradiška
 - Borac Bosanska Dubica 1-0 0-1 (3-1 alla "bella")

FINALE

Borac Banja Luka
 - Kozara Bosanska Gradiška  4-1 1-2
```

```
Borac Banja Luka
 alle 
finali della Repubblica bosniaca
.
```

#### Tuzla
| Primo Gruppo Sottogruppo A |                    |    |
| 1º                         | Sloboda Tuzla      | 12 |
| 2º                         | Budućnost Banovići | 8  |
| 3º                         | Partizan Kreka     | 4  |
| 4º                         | Konjuh Kladanj     | 0  |
| Primo Gruppo Sottogruppo B |                    |    |
| 1º                         | Jedinstvo Tuzla    | 14 |
| 2º                         | Građevinar Tuzla   | 10 |
| 3º                         | Kemičar Lukavac    | 5  |
| 4º                         | Slaven Živinice    | 4  |
| 5º                         | Majevica Lopare    | 3  |

| Secondo Gruppo Sottogruppo A |                     |    |
| 1º                           | 1.maj Bosanski Brod | 6  |
| 2º                           | Tekstilac Derventa  | 6  |
| 3º                           | Hajduk Sijekovac    | 0  |
| Secondo Gruppo Sottogruppo B |                     |    |
| 1º                           | Proleter Teslić     | 10 |
| 2º                           | Doboj               | 10 |
| 3º                           | Bratstvo Gračanica  | 3  |
| 4º                           | TOŠK Tešanj         | 1  |

| Terzo Gruppo |                  |    |
| 1º           | Radnik Bijeljina | 10 |
| 2º           | Jedinstvo Brčko  | 10 |
| 3º           | Lokomotiva Brčko | 2  |
| 4º           | Podrinje Janja   | 2  |

| Quarto Gruppo |                   |    |
| 1º            | Borac Šamac       | 10 |
| 2º            | Hajduk Orašje     | 7  |
| 3º            | Zvijezda Gradačac | 5  |
| 4º            | Jedinstvo Odžak   | 2  |
| 5º            | Napredak Modriča  | 2  |

| Quinto Gruppo |                   |   |
| 1º            | Drina Zvornik     | 7 |
| 2º            | Birač Vlasenica   | 2 |
| 3º            | Bratstvo Bratunac | 2 |

```
FINALE PRIMO GRUPPO:

Sloboda Tuzla
 - Jedinstvo Tuzla?-? ?-?

FINALE SECONDO GRUPPO:

Proleter Teslić
 - 
1.maj Bosanski Brod
  4-2 1-3 (3-1 alla "bella")
```

```
PRIMO TURNO:

Drina Zvornik - 
Borac Bosanski Šamac
   0-4

Sloboda Tuzla
 - Radnik Bijeljina   4-1

Proleter Teslić
 esentato

SEMIFINALE:

Proleter Teslić - 
Borac Bosanski Šamac
  2-2 (4-5 
dcr
)

Sloboda Tuzla
 esentata

FINALE:

Borac Bosanski Šamac - 
Sloboda Tuzla
   3-3 (5-6 
dcr
)
```

```
Sloboda Tuzla
 alle 
finali della Repubblica bosniaca
.
```

#### Sarajevo
| Sarajevo Città Prima Classe Sottogruppo A |                     |    |
| 1º                                        | Bosna Sarajevo      | 11 |
| 2º                                        | Romanija Sarajevo   | 6  |
| 3º                                        | Elektra Sarajevo    | 6  |
| 4º                                        | Igman Ilidža        | 1  |
| Sarajevo Città Prima Classe Sottogruppo B |                     |    |
| 1º                                        | Željezničar         | 9  |
| 2º                                        | Polet Sarajevo      | 6  |
| 3º                                        | Milicionar Sarajevo | 5  |
| 4º                                        | Grafičar Sarajevo   | 4  |

| Sarajevo Città Seconda Classe |                      |     |
| 1º                            | Iskra Sarajevo       | 9   |
| 2º                            | Vratnik Sarajevo     | 2   |
| 3º                            | Franjo Kluz Rajlovac | 1   |
| 4º                            | Radnik Hadžići       | 0   |
| 5º                            | Poštar Sarajevo      | rit |
| fc                            | Sarajevo II          |     |

| Sarajevo Città Terza Classe |                      |    |
| 1º                          | Pofalički Sarajevo   | 16 |
| 2º                          | Slobodan P.S. Blažuj | 9  |
| 3º                          | Tekstilac Sarajevo   | 6  |
| 4º                          | Dvrodeljac Pazarić   | 6  |
| 5º                          | Graditelj Sarajevo   | 1  |

| Travnik Città |                    |    |
| 1º            | Bratstvo Travnik   | 14 |
| 2º            | Udarnik Travnik    | 13 |
| 3º            | Jedinstvo Busovača | 9  |
| 4º            | Vlašić Turbe       | 3  |
| 5º            | Plamen Travnik     | 1  |

| Primo Gruppo Sottogruppo A |                      |    |
| 1º                         | Romanija Pale        | ?  |
| 2º                         | Mladost Rogatica     | ?  |
| 3º                         | Glasinac Sokolac     | ?  |
| Primo Gruppo Sottogruppo B |                      |    |
| 1º                         | Sutjeska Foča        | 12 |
| 2º                         | Jahorina Prača       | 5  |
| 3º                         | Željezničar Višegrad | 4  |
| 4º                         | Sloga Goražde        | 3  |

| Secondo Gruppo Sottogruppo A |                      |    |
| 1º                           | Tempo Vogošća        | ?  |
| 2º                           | ?                    | ?  |
| 3º                           | ?                    | ?  |
| Secondo Gruppo Sottogruppo B |                      |    |
| 1º                           | Rudar Breza          | 11 |
| 2º                           | Metalac Vareš Majdan | 9  |
| 3º                           | Lokomotiva Podlugovi | 2  |
| 4º                           | Mladi Radnik Vareš   | 2  |

| Terzo Gruppo Sottogruppo A |                  |   |
| 1º                         | Kiseljak         | ? |
| 2º                         | Jahorina Fojnica | ? |
| 3º                         | ?                | ? |
| Terzo Gruppo Sottogruppo B |                  |   |
| 1º                         | Jedinstvo Visoko | 6 |
| 2º                         | Rudar Kakanj     | 4 |
| 3º                         | Radnički Visoko  | 2 |

| Quarto Gruppo Sottogruppo A |                    |    |
| 1º                          | Krivaja Zavidovići | ?  |
| 2º                          | ?                  | ?  |
| 3º                          | ?                  | ?  |
| Quarto Gruppo Sottogruppo B |                    |    |
| 1º                          | Čelik Zenica       | 12 |
| 2º                          | Željezničar Zenica | 6  |
| 3º                          | Željezara Zenica   | 6  |
| 4º                          | Borac Tetovo       | 0  |

| Quinto Gruppo |               |   |
| 1º            | Borac Jajce   | ? |
| 2º            | Iskra Bugojno | ? |
| 3º            | ?             | ? |
| 4º            | ?             | ? |
| 5º            | ?             | ? |

```
FINALE SARAJEVO CITTÀ - Prima Classe:

Željezničar - 
Bosna Sarajevo
  1-1 1-1 (0-2 alla "bella")

FINALE PRIMO GRUPPO:

Romanija Pale
 - Sutjeska Foča  3-0 1-3

FINALE SECONDO GRUPPO:

Tempo Vogošća - 
Rudar Breza
 2-0 0-3

FINALE TERZO GRUPPO:

Jedinstvo Visoko - 
Kiseljak
 0-3 3-2

FINALE QUARTO GRUPPO:

Krivaja Zavidovići - 
Čelik Zenica
   2-5 1-5
```

```
PRIMO TURNO:

Rudar Breza - 
Kiseljak
   0-2 0-3

Bosna Sarajevo
 - Romanija Pale 7-0 4-1
Čelik Zenica - 
Bratstvo Travnik
 5-3 0-2 (3-5 
dcr
)

Borac Jajce
 esentato

SEMIFINALI:

Bosna Sarajevo
 - Kiseljak 10-0?-?
Bratstvo Travnik - 
Borac Jajce
 3-2?-?

FINALE:

Bosna Sarajevo
 - Borac Jajce  3-2 4-0
```

```
Bosna Sarajevo
 alle 
finali della Repubblica bosniaca
.
```

#### Mostar
| Primo Gruppo |                       |     |
| 1º           | Velež Mostar          | 8   |
| 2º           | Troglav               | 4   |
| 3º           | Lištica Široki Brijeg | 0   |
| 4º           | Sloga Nevesinje       | rit |

| Secondo Gruppo |                   |     |
| 1º             | Turbina Jablanica | 6   |
| 2º             | Lokomotiva Mostar | 5   |
| 3º             | Prenj Konjic      | 1   |
| 4º             | Jezero Lisičići   | rit |

| Terzo Gruppo |                |    |
| 1º           | Leotar         | 11 |
| 2º           | Borac Čapljina | 8  |
| 3º           | Iskra Stolac   | 5  |
| 4º           | Sloga Ljubuški | 0  |

```
SEMIFINALI

Turbina Jablanica - 
Leotar Trebinje
 2-2 1-2

Velež Mostar
 esentato

FINALE

Leotar Trebinje - 
Velež Mostar
 1-3 0-8
```

```
Velež Mostar
 alle 
finali della Repubblica bosniaca
.
```

### Serbia

#### Vojvodina
| Pos.                                                                 | Squadra                | Pt | G  | V | N | P | GF | GS | QR    |
| -------------------------------------------------------------------- | ---------------------- | -- | -- | - | - | - | -- | -- | ----- |
| 1                                                                    | Spartak Subotica       | 21 | 14 | 9 | 3 | 2 | 39 | 15 | 2,600 |
| 2                                                                    | Dinamo Pančevo         | 17 | 14 | 7 | 3 | 4 | 28 | 22 | 1,400 |
| 3                                                                    | Proleter Zrenjanin     | 16 | 14 | 6 | 4 | 4 | 22 | 16 | 1,375 |
| 4                                                                    | 6. Oktobar             | 15 | 14 | 7 | 1 | 6 | 22 | 23 | 0,956 |
| 5                                                                    | Trgovački Novi Sad     | 13 | 14 | 4 | 6 | 5 | 21 | 25 | 0,840 |
| 6                                                                    | Jedinstvo Bačka Topola | 11 | 14 | 4 | 5 | 7 | 15 | 25 | 0,600 |
| 7                                                                    | Senta                  | 10 | 14 | 2 | 6 | 6 | 15 | 25 | 0,600 |
| 8                                                                    | Železničar Inđija      | 9  | 14 | 2 | 5 | 7 | 21 | 32 | 0,656 |
| Spartak, Dinamo e Proleter vanno alle finali della Repubblica serba. |                        |    |    |   |   |   |    |    |       |

#### Kragujevac
| Pos.                                                     | Squadra              | Pt | G  | V | N | P  | GF | GS | QR    |
| -------------------------------------------------------- | -------------------- | -- | -- | - | - | -- | -- | -- | ----- |
| 1                                                        | Napredak Kruševac    | 20 | 14 | 8 | 4 | 2  | 34 | 18 | 1,888 |
| 2                                                        | Radnički Kragujevac  | 18 | 14 | 8 | 2 | 4  | 38 | 17 | 2,235 |
| 3                                                        | Sloga Rankovićevo    | 17 | 14 | 7 | 3 | 4  | 23 | 18 | 1,277 |
| 4                                                        | Šumadija Aranđelovac | 15 | 14 | 6 | 3 | 5  | 28 | 21 | 1,333 |
| 5                                                        | Borac Čačak          | 15 | 14 | 5 | 5 | 4  | 17 | 14 | 1,214 |
| 6                                                        | Radnički Svilajnac   | 15 | 14 | 6 | 3 | 5  | 18 | 20 | 0,900 |
| 7                                                        | Sloboda Užice        | 8  | 14 | 4 | 0 | 10 | 11 | 30 | 0,366 |
| 8                                                        | Jedinstvo Paraćin    | 4  | 14 | 1 | 2 | 11 | 10 | 41 | 0,243 |
| Napredak Kruševac va alle finali della Repubblica serba. |                      |    |    |   |   |    |    |    |       |

#### Niš
| Pos.                                                | Squadra                | Pt | G  | V | N | P  | GF | GS | QR    |
| --------------------------------------------------- | ---------------------- | -- | -- | - | - | -- | -- | -- | ----- |
| 1                                                   | Radnički Niš           | 19 | 14 | 8 | 3 | 3  | 29 | 18 | 1,611 |
| 2                                                   | Timok                  | 18 | 14 | 8 | 2 | 4  | 35 | 19 | 1,842 |
| 3                                                   | Bor                    | 16 | 14 | 7 | 2 | 5  | 40 | 21 | 1,904 |
| 4                                                   | Dubočica Leskovac      | 16 | 14 | 7 | 2 | 5  | 28 | 28 | 1,000 |
| 5                                                   | Dinamo Vranje          | 15 | 14 | 6 | 3 | 5  | 28 | 26 | 1,076 |
| 6                                                   | Topličanin Prokuplje   | 13 | 14 | 6 | 1 | 7  | 24 | 32 | 0,750 |
| 7                                                   | Vlasina Vlasotince     | 12 | 14 | 5 | 2 | 7  | 21 | 22 | 0,954 |
| 8                                                   | Jedinstvo Bela Palanka | 3  | 14 | 2 | 1 | 11 | 10 | 50 | 0,200 |
| Radnički Niš va alle finali della Repubblica serba. |                        |    |    |   |   |    |    |    |       |

#### Kosovo-Metochia
| Pos.                                          | Squadra             | Pt | G  | V  | N  | P  | GF | GS | QR    |
| --------------------------------------------- | ------------------- | -- | -- | -- | -- | -- | -- | -- | ----- |
| 1                                             | FK Trepča           | 24 | 14 | 12 | 10 | 2  | 40 | 11 | 3,636 |
| 2                                             | Kosovo Priština     | 22 | 14 | 10 | 2  | 2  | 39 | 14 | 2,785 |
| 3                                             | Buducnost Peć       | 19 | 14 | 9  | 1  | 4  | 44 | 23 | 1,913 |
| 4                                             | Vëllaznimi Đakovica | 16 | 14 | 7  | 2  | 5  | 23 | 21 | 1,095 |
| 5                                             | Milicionar Priština | 11 | 14 | 4  | 3  | 7  | 31 | 38 | 0,815 |
| 6                                             | CZ Gnjilane         | 11 | 14 | 4  | 3  | 7  | 13 | 32 | 0,406 |
| 7                                             | Borac Uroševac      | 7  | 14 | 2  | 3  | 9  | 20 | 42 | 0,476 |
| 8                                             | Metohija Prizen     | 4  | 14 | 1  | 2  | 11 | 15 | 44 | 0,340 |
| Trepça va alle finali della Repubblica serba. |                     |    |    |    |    |    |    |    |       |

#### Belgrado Provincia
| Girone Ovest |                    |    |
| 1º           | Radnički Obrenovac | 19 |
| 2º           | Budućnost Valjevo  | 14 |
| 3º           | Radnički Valjevo   | 10 |
| 4º           | Jedinstvo Ub       | 9  |
| 5º           | Kolubara           | 6  |
| 6º           | Mačva Bogatić      | 5  |

| Girone Est |                      |    |
| 1º         | Sloga Petrovac       | 12 |
| 2º         | Rudar Kostolac       | 12 |
| 3º         | Mladi Radnik         | 10 |
| 4º         | Jasenica Sm. Palanka | 9  |
| 5º         | Jedinstvo Mladenovac | 9  |
| 6º         | Morava Velika Plana  | 7  |

```
FINALE

Radnički Obrenovac
 - Sloga Petrovac ?-?
```

```
Radnički Obrenovac
 alle 
finali della Repubblica serba
.
```

#### Belgrado Città
| Pos.                                                     | Squadra           | Pt | G  | V | N | P  | GF | GS | QR    |
| -------------------------------------------------------- | ----------------- | -- | -- | - | - | -- | -- | -- | ----- |
| 1                                                        | Radnički Belgrado | 21 | 14 | 9 | 3 | 2  | 41 | 8  | 5,125 |
| 2                                                        | Jedinstvo Zemun   | 18 | 14 | 8 | 2 | 4  | 38 | 25 | 1,520 |
| 3                                                        | Slavija Belgrado  | 17 | 14 | 9 | 1 | 4  | 38 | 21 | 1,809 |
| 4                                                        | Šumadija          | 16 | 14 | 7 | 2 | 5  | 25 | 21 | 1,190 |
| 5                                                        | Naša krila        | 13 | 14 | 6 | 1 | 7  | 20 | 26 | 0,769 |
| 6                                                        | Čukarički         | 13 | 14 | 6 | 1 | 7  | 17 | 25 | 0,680 |
| 7                                                        | Voždovački        | 9  | 14 | 4 | 1 | 9  | 19 | 35 | 0,542 |
| 8                                                        | Senjak            | 5  | 14 | 1 | 3 | 10 | 10 | 47 | 0,212 |
| Radnički Belgrado va alle finali della Repubblica serba. |                   |    |    |   |   |    |    |    |       |

### Montenegro

#### Nord
| Pos.                                                    | Squadra               | Pt | G | V | N | P | GF | GS | QR    |
| ------------------------------------------------------- | --------------------- | -- | - | - | - | - | -- | -- | ----- |
| 1                                                       | Budućnost             | 10 | 6 | 5 | 0 | 1 | 21 | 6  | 3,500 |
| 2                                                       | Iskra Danilovgrad     | 8  | 6 | 4 | 0 | 2 | 16 | 8  | 2,000 |
| 3                                                       | Radnički Ivangrad     | 4  | 6 | 2 | 0 | 4 | 8  | 22 | 0,363 |
| 4                                                       | Bratstvo Bijelo Polje | 2  | 6 | 1 | 0 | 5 | 9  | 19 | 0,473 |
| Budućnost va alle finali della Repubblica montenegrina. |                       |    |   |   |   |   |    |    |       |

#### Sud
| Pos.                                                          | Squadra       | Pt | G | V | N | P | GF | GS | QR    |
| ------------------------------------------------------------- | ------------- | -- | - | - | - | - | -- | -- | ----- |
| 1                                                             | Sutjeska      | 8  | 6 | 4 | 0 | 2 | 17 | 8  | 2,125 |
| 2                                                             | Lovćen        | 7  | 6 | 3 | 1 | 2 | 15 | 9  | 1,666 |
| 3                                                             | Bokelj        | 7  | 6 | 3 | 1 | 2 | 11 | 10 | 1,100 |
| 4                                                             | Arsenal Tivat | 2  | 6 | 1 | 0 | 5 | 7  | 23 | 0,304 |
| Sutjeska Nikšić va alle finali della Repubblica montenegrina. |               |    |   |   |   |   |    |    |       |

### Macedonia

#### Skopje
| Pos.                                                        | Squadra           | Pt | G  | V | N | P | GF | GS | QR    |
| ----------------------------------------------------------- | ----------------- | -- | -- | - | - | - | -- | -- | ----- |
| 1                                                           | Napredak Kumanovo | 14 | 10 | 6 | 2 | 2 | 21 | 14 | 1,500 |
| 2                                                           | Sloga Skopje      | 13 | 10 | 5 | 3 | 2 | 16 | 10 | 1,600 |
| 3                                                           | Ljuboten Tetovo   | 11 | 10 | 4 | 3 | 3 | 19 | 14 | 1,357 |
| 4                                                           | Student Skopje    | 8  | 10 | 2 | 4 | 3 | 8  | 10 | 0,800 |
| 5                                                           | Bratstvo Gostivar | 7  | 10 | 3 | 1 | 6 | 14 | 25 | 0,560 |
| 6                                                           | Metalec Skopje    | 5  | 10 | 2 | 1 | 6 | 9  | 14 | 0,642 |
| Napredak Kumanovo va alle finali della Repubblica macedone. |                   |    |    |   |   |   |    |    |       |

#### Bitola
| Pos.                                             | Squadra           | Pt | G  | V | N | P | GF | GS | QR    |
| ------------------------------------------------ | ----------------- | -- | -- | - | - | - | -- | -- | ----- |
| 1                                                | Pobeda            | 14 | 10 | 7 | 0 | 3 | 29 | 12 | 2,416 |
| 2                                                | Ohrid             | 11 | 10 | 5 | 1 | 4 | 13 | 11 | 1,181 |
| 3                                                | Karaorman Struga  | 11 | 10 | 5 | 1 | 4 | 16 | 16 | 1,000 |
| 4                                                | Rabotnik Bitola   | 10 | 10 | 5 | 0 | 5 | 24 | 19 | 1,263 |
| 5                                                | Udarnik Prilep    | 8  | 10 | 4 | 0 | 6 | 16 | 24 | 0,666 |
| 6                                                | Pitu Guli Kruševo | 6  | 10 | 2 | 2 | 6 | 13 | 29 | 0,448 |
| Pobeda va alle finali della Repubblica macedone. |                   |    |    |   |   |   |    |    |       |

#### Štip
| Pos.                                             | Squadra             | Pt | G  | V | N | P | GF | GS | QR    |
| ------------------------------------------------ | ------------------- | -- | -- | - | - | - | -- | -- | ----- |
| 1                                                | Tikveš Kavadarci    | 15 | 10 | 7 | 1 | 2 | 20 | 13 | 1,538 |
| 2                                                | Kožuf               | 12 | 10 | 6 | 0 | 4 | 22 | 13 | 1,692 |
| 3                                                | Belasica            | 11 | 10 | 4 | 3 | 3 | 11 | 8  | 1,375 |
| 4                                                | Osogovo Kočani      | 8  | 10 | 3 | 2 | 5 | 16 | 18 | 0,888 |
| 5                                                | Crvena zvezda Veles | 8  | 10 | 2 | 4 | 4 | 14 | 17 | 0,823 |
| 6                                                | Bregalnica Štip     | 6  | 10 | 2 | 2 | 6 | 12 | 26 | 0,461 |
| Tikveš va alle finali della Repubblica macedone. |                     |    |    |   |   |   |    |    |       |

## Finali repubblicane
Nella Slovenia non sono servite le finali, poiché era a girone unico.

### Finali Croazia
| Squadra 1        | Totale | Squadra 2          | Andata | Ritorno |
| ---------------- | ------ | ------------------ | ------ | ------- |
| Sebenico         | 2 - 8  | Proleter Osijek    | 0 - 2  | 2 - 6   |
| Metalac Zagabria | 7 - 3  | Tekstilac Varaždin | 7 - 1  | 0 - 2   |
| Slavija Karlovac | 2 - 13 | Kvarner            | 2 - 3  | 0 - 10  |

| and.  | Risultati                          | rit.  |
| ----- | ---------------------------------- | ----- |
| 2 - 0 | Proleter Osijek - Metalac Zagabria | 2 - 0 |
| 3 - 0 | Proleter Osijek - Kvarner Rijeka   | 1 - 0 |
| 1 - 2 | Metalac Zagabria - Kvarner Rijeka  | 2 - 0 |

| Classifica       | P.ti | G | V | N | P | GF | GS | QR    |
| ---------------- | ---- | - | - | - | - | -- | -- | ----- |
| Proleter Osijek  | 8    | 4 | 4 | 0 | 0 | 8  | 0  | -     |
| Metalac Zagabria | 2    | 4 | 1 | 0 | 3 | 3  | 6  | 0,500 |
| Kvarner          | 2    | 4 | 1 | 0 | 3 | 2  | 7  | 0,285 |

Il Proleter Osijek va alle finali per la promozione in Prva Liga.

### Finali Bosnia Erzegovina
| Squadra 1        | Totale | Squadra 2     | Andata | Ritorno |
| ---------------- | ------ | ------------- | ------ | ------- |
| SEMIFINALI       |        |               |        |         |
| Bosna Sarajevo   | 1 - 7  | Velež Mostar  | 1 - 3  | 0 - 4   |
| Borac Banja Luka | 1 - 2  | Sloboda Tuzla | 1 - 0  | 0 - 2   |
| FINALE           |        |               |        |         |
| Velež Mostar     | 9 - 2  | Sloboda Tuzla | 5 - 0  | 4 - 2   |

Il Velež Mostar va alle finali per la promozione in Prva Liga.

### Finali Serbia
| Squadra 1          | Totale          | Squadra 2          | Andata | Ritorno |
| ------------------ | --------------- | ------------------ | ------ | ------- |
| QUARTI DI FINALE   |                 |                    |        |         |
| Radnički Belgrado  | 5 - 4           | Proleter Zrenjanin | 4 - 1  | 1 - 3   |
| Radnički Obrenovac | 1 - 11          | Spartak Subotica   | 1 - 6  | 0 - 5   |
| Dinamo Pančevo     | 6 - 3           | FK Trepča          | 6 - 0  | 0 - 3   |
| Radnički Niš       | 3 - 5           | Napredak Kruševac  | 3 - 1  | 0 - 4   |
| SEMIFINALI         |                 |                    |        |         |
| Napredak Kruševac  | 3 - 10          | Spartak Subotica   | 1 - 5  | 2 - 5   |
| Dinamo Pančevo     | 3 - 3 (4-3 dcr) | Radnički Belgrado  | 2 - 0  | 1 - 3   |
| FINALE             |                 |                    |        |         |
| Spartak Subotica   | 3 - 1           | Dinamo Pančevo     | 2 - 0  | 1 - 1   |

Lo Spartak Subotica va alle finali per la promozione in Prva Liga.

### Finali Montenegro
| Squadra 1 | Totale | Squadra 2 | Andata | Ritorno |
| --------- | ------ | --------- | ------ | ------- |
| FINALE    |        |           |        |         |
| Budućnost | 5 - 1  | Sutjeska  | 3 - 0  | 2 - 1   |

Il Budućnost va alle finali per la promozione in Prva Liga.

### Finali Macedonia
| and.  | Risultati         | rit.  |
| ----- | ----------------- | ----- |
| 4 - 1 | Tikveš - Napredak | 0 - 1 |
| 2 - 0 | Napredak - Pobeda | 0 - 1 |
| 1 - 1 | Tikveš - Pobeda   | 1 - 4 |

| Classifica        | P.ti | G | V | N | P | GF | GS | QR    |
| ----------------- | ---- | - | - | - | - | -- | -- | ----- |
| Pobeda Prilep     | 5    | 4 | 2 | 1 | 1 | 7  | 3  | 2,333 |
| Napredak Kumanovo | 4    | 4 | 1 | 2 | 1 | 4  | 6  | 0,666 |
| Tikveš Kavadarci  | 3    | 4 | 1 | 1 | 2 | 5  | 7  | 0,714 |

Il Pobeda va alle finali per la promozione in Prva Liga.

## Finali per la promozione in Prva liga

### Gruppo Ovest
| and.  | Risultati        | rit.  |
| ----- | ---------------- | ----- |
| 2 - 1 | Velež - Odred    | 0 - 3 |
| 1 - 2 | Proleter - Velež | 0 - 1 |
| 3 - 1 | Odred - Proleter | 1 - 4 |

| Classifica      | P.ti | G | V | N | P | GF | GS | QR    |
| --------------- | ---- | - | - | - | - | -- | -- | ----- |
| Velež Mostar    | 6    | 4 | 3 | 0 | 1 | 5  | 5  | 1,000 |
| Odred           | 4    | 4 | 2 | 0 | 2 | 8  | 7  | 1,142 |
| Proleter Osijek | 2    | 4 | 1 | 0 | 3 | 6  | 7  | 0,857 |

- Velež Mostar promosso in Prva Liga 1952-1953.

### Gruppo Est
| and.  | Risultati           | rit.  |
| ----- | ------------------- | ----- |
| 5 - 2 | Budućnost - Pobeda  | 1 - 6 |
| 1 - 1 | Spartak - Budućnost | 4 - 3 |
| 2 - 3 | Pobeda - Spartak    | 0 - 7 |

| Classifica       | P.ti | G | V | N | P | GF | GS | QR    |
| ---------------- | ---- | - | - | - | - | -- | -- | ----- |
| Spartak Subotica | 7    | 4 | 3 | 1 | 1 | 15 | 6  | 2,500 |
| Budućnost        | 3    | 4 | 1 | 1 | 2 | 10 | 13 | 0,769 |
| Pobeda           | 2    | 4 | 1 | 0 | 3 | 10 | 16 | 0,625 |

- Spartak Subotica promosso in Prva Liga 1952-1953.